# 애스턴 마틴 밴티지 GTE (2018)
애스턴 마틴 밴티지 GTE(영어: Aston Martin Vantage GTE) 또는 애스턴 마틴 밴티지 AMR(영어: Aston Martin Vantage AMR)은 애스턴 마틴 밴티지를 베이스로 제작된 스포츠 레이싱 카이다.